# لاکتاسرا
لاکتاسرا، روستایی از توابع بخش مرکزی شهرستان رضوان‌شهر در استان گیلان ایران است.

## جمعیت
این روستا در دهستان گیل دولاب قرار دارد و براساس سرشماری مرکز آمار ایران در سال ۱۳۸۵، جمعیت آن ۴۲۳ نفر (۹۷خانوار) بوده‌است.
مردم این روستا به زبان گیلکی صحبت میکنند . 